# Seth C. Moffatt

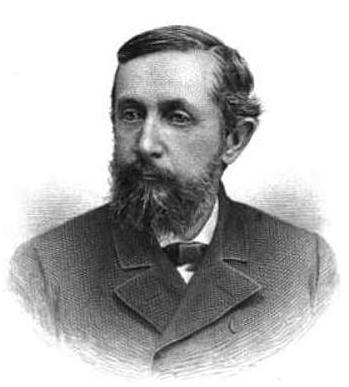
Seth C. Moffatt

Seth Crittenden Moffatt (* 10. August 1841 in Battle Creek, Michigan; † 22. Dezember 1887 in Washington, D.C.) war ein US-amerikanischer Politiker. Zwischen 1885 und 1887 vertrat er den Bundesstaat Michigan im US-Repräsentantenhaus.

## Werdegang
Seth Moffatt besuchte die öffentlichen Schulen seiner Heimat. Nach einem anschließenden Jurastudium an der University of Michigan in Ann Arbor und seiner 1863 erfolgten Zulassung als Rechtsanwalt begann er in Traverse City in diesem Beruf zu arbeiten. Danach war er zehn Jahre lang als Staatsanwalt im Grand Traverse County und im Leelanau County tätig. Politisch wurde Moffatt Mitglied der Republikanischen Partei. In den Jahren 1871 und 1872 saß er im Senat von Michigan. Im Jahr 1873 war er Mitglied einer Versammlung zur Überarbeitung der Staatsverfassung.
Zwischen 1874 und 1878 arbeitete Moffatt für das Land Office in Traverse City. In den Jahren 1881 und 1882 war er Mitglied und Präsident des Repräsentantenhauses von Michigan. 1884 war er Delegierter zur Republican National Convention. Bei den Kongresswahlen desselben Jahres wurde er im elften Wahlbezirk von Michigan in das US-Repräsentantenhaus in Washington gewählt, wo er am 4. März 1885 die Nachfolge von Edward Breitung antrat. Nach einer Wiederwahl konnte er bis zu seinem Tod am 22. Dezember 1887 im Kongress verbleiben. Sein Abgeordnetenmandat fiel in einer Nachwahl an Henry W. Seymour.